# إبيروس (دولة قديمة)

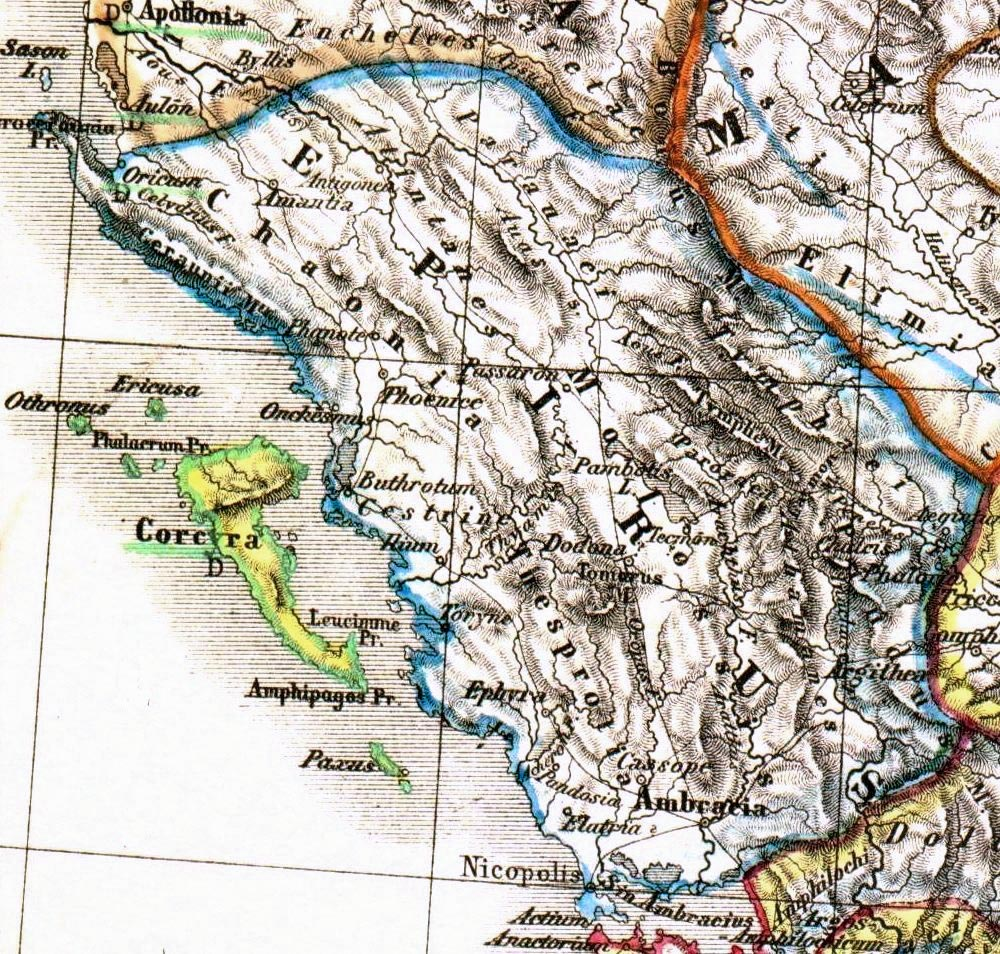

إبيروس (شمال غرب اليونان، ولهجتها الأتيكية): هي دولة يونانية قديمة تقع في المنطقة الجغرافية إبيروس غرب شبه جزيرة البلقان. ويحد موطن شعب الإبيروتس القديمين من الجنوب الاتحاد الإيتولي، ومن الشرق ثيساليا القديمة ومقدونيا، وقبائل الإيليريون من الشمال. وقد نجح ملك الإبيروتس بيروس بجعل دولة إبيروس من أقوى الدول في العالم اليوناني لفترة قصيرة (280-275 قبل الميلاد) وتقدمت جيوشه باتجاه روما أثناء حملة فاشلة في إيطاليا.

## نبذة تاريخية

### ما قبل التاريخ
شغل البحارة الساحل على طوله وشغل الصيادون والرعاة المنطقة الداخلية من إبيروس منذ العصر الحجري الحديث على الأقل، وأحضروا اللغة اليونانية معهم. دفن هؤلاء الناس قادتهم في جثوات كبيرة تتضمن قبورًا مستطيلة الشكل بشكل مشابه للمقابر الموكيانية، ما يشير إلى وجود رابط متوارث بين الحضارتين الموكيانية والإبيروسية. عُثر على عدد من الآثار الموكيانية في إبيروس، وبشكل خاص في أهم المواقع الدينية القديمة في المنطقة، وهي نيكرمانتيون (نبوءة الميت) الواقعة على نهر أكيرون، وفي هيكل الوحي الخاص بزيوس في دودنا.
غزا الدوريون اليونان من إبيروس ومقدونيا في نهاية الألفية الثانية قبل الميلاد (نحو 1100-1000 قبل الميلاد) على الرغم من أنّ أسباب هجرتهم غامضة. نُقل السكان الأصليون للمنطقة باتجاه الجنوب إلى اليابسة اليونانية بسبب الغزو، وظهرت ثلاث مجموعات رئيسة من القبائل التي تتحدث اليونانية في إبيروس في بداية الألفية الأولى قبل الميلاد. وهم الشاونيون في شمال غرب إبيروس، والمولوسيون في المركز، والتيسيون في الجنوب.

### توسع المولوسيون (470-330 قبل الميلاد)
نجحت سلالة إيسيداي المولوسية في إقامة أول دولة مركزية في إبيروس في 370 قبل الميلاد، ما زاد قوتها على حساب القبائل المتنافسة. تحالف الإسيديون مع مملكة مقدونيا التي كانت في حالة قوة متزايدة بشكل جزئي ضد التهديدات المشتركة الناجمة عن الهجمات الإيليرية. وفي 359 قبل الميلاد، تزوجت الأميرة المولوسية أولمبياس -ابنة أخ ملك إبيروس أريباس- بالملك المقدوني فيليب الثاني (الذي حكم في فترة 359-336 قبل الميلاد). وقد أصبحت والدة الإسكندر الأكبر، وبعد موت أريباس، نجح الإسكندر المولوسي عم الإسكندر الأكبر في الوصول إلى العرش، ونال لقب ملك إبيروس.
قاد الإسكندر المولوسي في عام 334 قبل الميلاد -وهو الوقت الذي عبر فيه الإسكندر الأكبر إلى آسيا- بعثةً في جنوب إيطاليا لدعم مدن ماجنا غراسيا اليونانية ضد القبائل الإيطالية المجاورة، وضد الجمهورية الرومانية الناشئة. وقد هزمه تحالف من القبائل الإيطالية بعد عدة انتصارات في ساحات القتال في معركة باندوسيا في 331 قبل الميلاد.